# Valaam

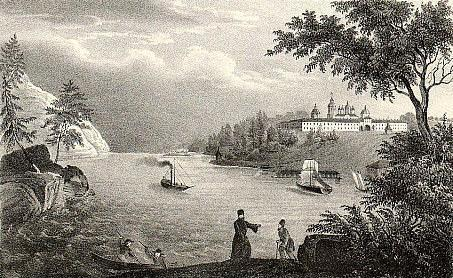
Gravure van het Valaamklooster uit de 19e eeuw

Valaam (Russisch: Валаам; Fins: Valamo) is een archipel in het Ladogameer in de Russische deelrepubliek Karelië, en is tevens de naam van het grootste eiland van diezelfde archipel. Valaam is bovenal bekend om zijn grote klooster.
De Valaam archipel ligt in de noordelijke helft van het Ladogameer, op 22 kilometer van het vasteland. De archipel bestaat uit 50 eilanden met een totale oppervlakte van 36 vierkante kilometer. Het eiland Valaam neemt hiervan bijna 27,8 vierkante kilometer voor zijn rekening. Op het hoofdeiland bevindt zich het gelijknamige klooster.
Valaam hoorde in de late middeleeuwen bij de republiek Novgorod. De archipel heeft later ruim een eeuw tot het Zweedse Rijk behoord, vanaf de Tijd der Troebelen (geëindigd in 1613) tot aan de Grote Noordse Oorlog (geëindigd in 1721).
Na twee eeuwen onderdeel te zijn geweest van Rusland, werd in 1917 Valaam onderdeel van het onafhankelijk geworden Finland. Dankzij deze omstandigheid kon het kloosterleven op het eiland doorgaan en had men hier niet te lijden onder de antireligieuze politiek van de Sovjet-Unie. Na de grenscorrecties die voortvloeiden uit de door de Finnen verloren Vervolgoorlog werd Valaam in 1944 onderdeel van de Sovjet-Unie. De monniken hebben het klooster toen verlaten en hebben op Fins grondgebied hun klooster hersticht: Nieuw Valaam (in het Fins: Uusi Valamo). Dit verklaart waarom veel kerkschatten uit het klooster zich in Finland bevinden.
Op de archipel bevinden zich meer dan 480 plantensoorten, deels in het wild, deels door monniken gecultiveerd. De eilanden zijn zeer rijk aan naaldbos. In 1965 kreeg Valaam de status van beschermd natuurgebied. Sinds het uiteenvallen van de Sovjet-Unie trekt de archipel rustzoekers en bedevaartgangers die het herbouwde klooster bezoeken.